# Henoch Barczyński

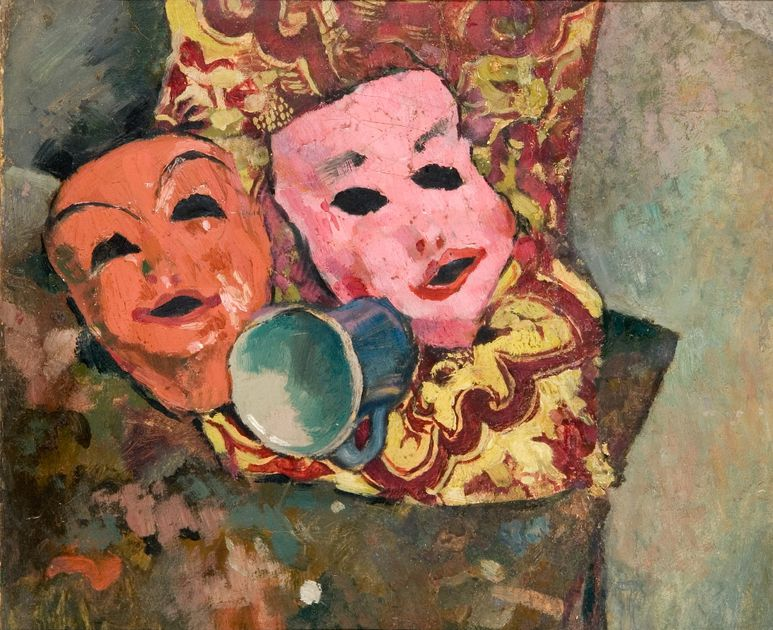
Mặt nạ, tranh của Henoch Barczyński

Henoch (Henryk) Barczyński (sinh ngày 15 tháng 12 năm 1896 tại Łódź - mất ngày 14 tháng 3 năm 1941 tại Tomaszów Mazowiecki) là một họa sĩ, nghệ sĩ đồ họa và họa sĩ minh họa người Ba Lan gốc Do Thái.

## Tiểu sử
Cha mẹ của Henoch Barczyński là Szmul Barczyński, một thợ may, và Sara, nhũ danh Parzęczewska. Trong các năm 1912-1914, ông học đồ họa trong trường hội họa của Jakub Katsenbogen ở Łódź. Sau đó, ông trở thành học trò của Henryk Glicenstein ở Warsaw. Trong giai đoạn 1919-1926, ông học vẽ tại Học viện Mỹ thuật ở Dresden. Henoch Barczyński có kết giao với nhóm họa sĩ "Jung Jidysz" ở Łódź. Năm 1925, ông đoạt giải nhất về poster tuyên truyền trong Cuộc thi Chữ thập đỏ Quốc tế. Ông từng du lịch đến Pháp, Tây Ban Nha và Ý. Ông đã ở Paris và Praha trong vài tháng. Từ năm 1927 đến năm 1933, Henoch Barczyński sống ở Berlin. Năm 1933, ông trở lại Łódź và sống ở Heimatstadt của mình trong các năm 1933-1939.
Từ tháng 9 năm 1939, Henoch Barczyński định cư tại Tomaszów Mazowiecki. Tại đây, ông tạo nhiều mối quan hệ với giới nghệ thuật. Ông được nhắc đến sáu lần trong Những bức thư từ Tomaszów Ghetto của Lutek Orenbach. Lần đề cập cuối cùng là ngày 25 tháng 12 năm 1940.
Henoch Barczyński bị Đức Quốc Xã giết vào năm 1941 (có thể là ngày 14 tháng 3) tại Tomaszów Mazowiecki.

## Tác phẩm nghệ thuật
Các tác phẩm nghệ thuật của Henoch Barczyński chịu ảnh hưởng phong cách của Marc Chagall và Oskar Kokoschka với chủ đề xoay quanh cuộc sống hàng ngày của người Do Thái ở Ba Lan. Ông vẽ tranh bằng màu nước và đồng thời làm nghề chạm khắc đĩa đồng. Các tác phẩm của Henoch Barczyński đã được triển lãm ở Berlin, Dresden, Tel Aviv, Thành phố New York và Łódź.

## Danh mục
- A. M. Dorman, Autour de l’art juif. Encyclopédie universelle des peintres, sculpteurs et photographes, Chatou 2003, s. 24, sv. Henryk Barczynski, 1896-1941.
- Andrzej Kempa, Marek Szukalak, The Biographical Dictionary of the Jews from Lodz, Łódź 2006: Oficyna Bibliofilów and Fundacja Monumentum Iudaicum Lodzense, pp. 17–18, ISBN 83-87522-83-X, sv. Barczyński (BarcińskI) Henoch (Henryk).
- Józef Sandel, Barczyński (Barciński) Henryk (Henoch), [w:] Słownik artystów polskich i obcych w Polsce działających. Malarze, rzeźbiarze, graficy [Dictionary of the Polish and Foreign Artists worked in Poland. Painters, sculptors, graphic artists], vol. 1 (A-C), Wrocław - Warszawa - Kraków - Gdańsk 1971, pp. 213–214 (in Polish).
- Krzysztof Tomasz Witczak, Słownik biograficzny Żydów tomaszowskich [The Biographical Dictionary of Jews from Tomaszów Mazowiecki], Łódź - Tomaszów Mazowiecki 2010: Łódź University Press, ISBN 978-83-7525-358-0. pp. 32–35 (in Polish; it contains biographical note, photo, artistic works, bibliography).